# Grosser Preis des Kantons Aargau 1965
Il Grosser Preis des Kantons Aargau 1965, seconda edizione della corsa, si svolse il 27 giugno su un percorso di 220 km, con partenza e arrivo a Gippingen. Fu vinto dal francese Jean Stablinski della Ford France-Gitane davanti al tedesco occidentale Dieter Kemper e allo svizzero Werner Weber.

## Ordine d'arrivo (Top 10)
| Pos. | Corridore       | Squadra                  | Tempo    |
| ---- | --------------- | ------------------------ | -------- |
| 1    | Jean Stablinski | Ford France-Gitane       | 5h06'24" |
| 2    | Dieter Kemper   | Torpedo-Fichtel & Sachs  | s.t.     |
| 3    | Werner Weber    | Springoil-Fuchs-Filotex  | s.t.     |
| 4    | Fredy Rüegg     | Tigra-Meltina            | s.t.     |
| 5    | Gilbert Fatton  | Grammont-Motoconfort     | s.t.     |
| 6    | Dario Da Rugna  | Springoil-Fuchs-Filotex  | s.t.     |
| 7    | Klaus Bugdahl   | Pelforth-Sauvage-Lejeune | s.t.     |
| 8    | Jos Hoevenaers  | Cynar-Allegro            | s.t.     |
| 9    | Jan Hugens      | Torpedo-Fichtel & Sachs  | s.t.     |
| 10   | Jan Lauwers     | Flandria-Roméo           | s.t.     |